# Hemingbrough
Hemingbrough is een civil parish in het bestuurlijke gebied Selby, in het Engelse graafschap North Yorkshire met 2020 inwoners.